# Johan Michiel Dautzenberg
Johan (of Jan) Michiel Dautzenberg (Heerlen, 6 december 1808 - Elsene, 4 februari 1869) was een Nederlands-Vlaamse schrijver.
Hij was achtereenvolgens secretaris, klerk, (privé-)onderwijzer en boekhouder.
De dichter Frans de Cort was zijn schoonzoon.